# Booker Ervin
Booker Ervin (rodným jménem Booker Telleferro Ervin II; 31. října 1930 Denison, Texas, USA – 31. července 1970 New York City, New York, USA) byl americký jazzový saxofonista. Roky 1950–1953 strávil v americkém letectvu. V letech 1956–1962 hrál v kapele kontrabasisty Charlese Minguse. V roce 1960 vydal na značce Bethlehem Records své první album nazvané The Book Cooks. Během své kariéry spolupracoval s řadou hudebníků, mezi které patří Zoot Sims, Dexter Gordon, Tommy Turrentine, Horace Parlan, Randy Weston nebo Andrew Hill. Zemřel na onemocnění ledvin ve svých devětatřiceti letech.